# Mark (Lebensmittel)
In der Küche werden verschiedene tierische und pflanzliche Substanzen als Mark bezeichnet. Tierisches Mark dient in der Regel als Zutat, pflanzliches Fruchtmark kann auch roh genossen werden.

## Knochenmark

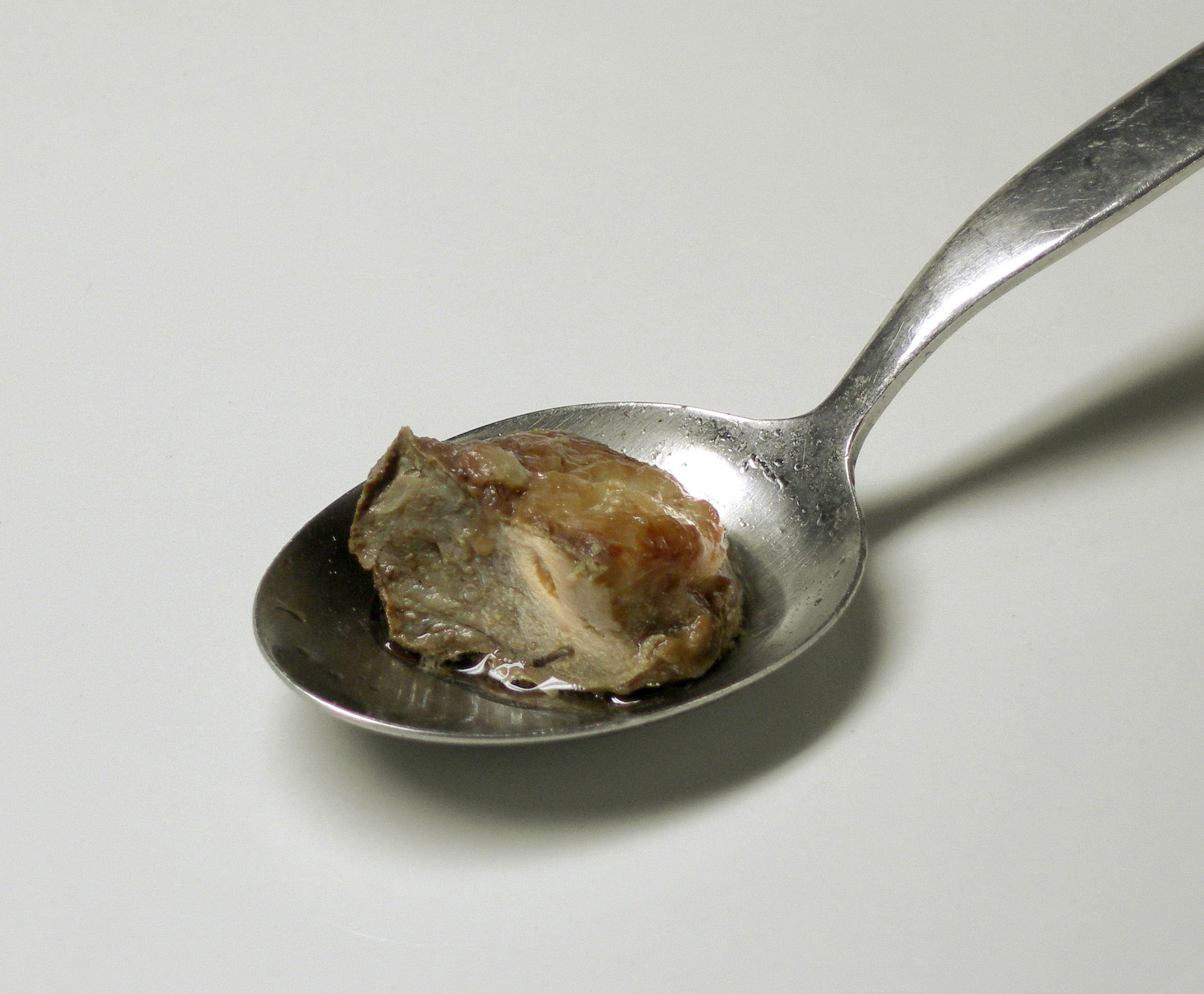
Gekochtes Knochenmark

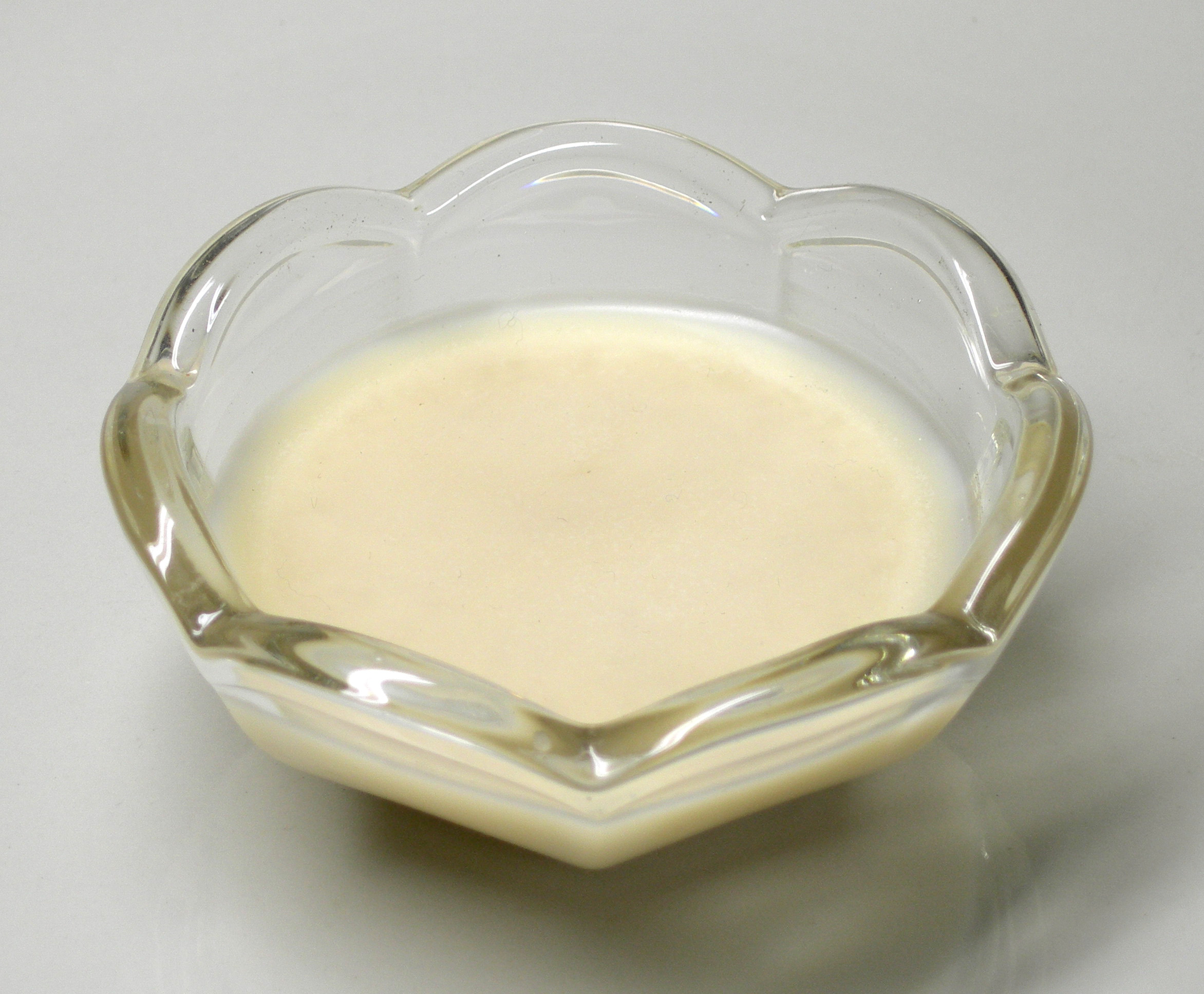
Ausgelassenes Knochenmarksfett bei Zimmertemperatur

Als Lebensmittel verwendetes Knochenmark (lateinisch Medulla) ist die weiche Masse aus dem Inneren von langen Röhrenknochen. Es besteht vor allem aus Fett, das ähnlich wie bei Speck aus dem kleingeschnittenen Mark ausgelassen werden kann. Damit es wegen des enthaltenen Blutes nicht grau wird, sollte es vor der Zubereitung längere Zeit gewässert werden.
Knochenmark hat einen typischen Geschmack, der es zu einer wesentlichen Zutat für Risotto alla milanese, Sauce bordelaise und andere Gerichte macht. Gekocht und in Scheiben geschnitten wird es auch auf Toastbrot serviert oder dient als Einlage für klare Suppen. Knochenmark ist auch Bestandteil von Markklößchen und Markschöberl.
Knochenmark wurde schon in der Steinzeit geschätzt. Die bei paläontologischen Grabungen an Feuerstellen gefundenen Hohlknochen von Jagdtieren sind meistens zertrümmert und ausgekratzt.
Tierisches Knochenmark, zum Beispiel Hirschknochenmark (lateinisch medulla cervina) oder Rindermark (medulla crurum bovis bzw. als Kalbsknochenmark medulla vituli) fand früher nicht nur als Lebensmittel Verwendung, sondern auch als Zutat zu Salben bei der medizinischen Behandlung von Hautschäden.

## Rückenmark
Rückenmark ist ein Fortsatz des Gehirns in der Wirbelsäule, es besteht aus lecithinreichem Nervengewebe. In der Küche ist Rückenmark – vor allem von Rindern und Kälbern – vielseitig verwendbar. Kalbsrückenmark gilt als Delikatesse. Zur Vorbereitung wird das aus der Wirbelsäule gezogene Mark gründlich gewässert, enthäutet und in Wurzelbrühe gegart. Es wird z. B. für Markplätzchen und die österreichische Markschöberlsuppe verwendet. 
Da Rückenmark von Schlachttieren zu den gefährlichsten Risikogeweben bei der Übertragung von BSE gehört, ordnete die Europäische Union an, ab dem 1. Oktober 2000 Rückenmark aus der Nahrungsmittel- und Futtermittelkette zu entfernen. Knochenmark ist dagegen unbedenklich, da es kein Nervengewebe ist, und darf weiter angeboten werden.

## Pflanzliches Mark
Passierte Fruchtmassen werden ebenfalls als Mark bezeichnet, zum Beispiel Gemüsemark (Tomatenmark) oder Himbeermark. Fruchtmark kann Säften oder Nektaren und vielen weiteren Nahrungsmitteln zugesetzt werden.